# 풍천풍서초등학교
풍천풍서초등학교(豊川豊西初等學校)는 대한민국 경상북도 안동시에 있는 공립 초등학교이다.

## 연혁
- 2016.02.29 풍천초등학교, 풍서초등학교 통폐합[1]
- 2016.03.01 풍천풍서초등학교 개교(8학급)